# Groß Mimmelage
Groß Mimmelage ist ein Ortsteil der Gemeinde Badbergen im Norden des niedersächsischen Landkreises Osnabrück. Bis zum 30. Juni 1972 war Groß Mimmelage eine selbstständige Gemeinde.

## Lage

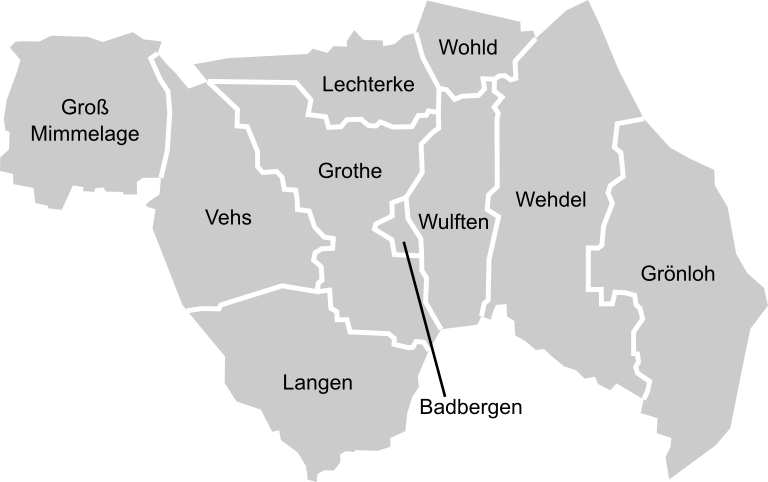
Ortsteile Badbergen

Der Ort liegt im Nordwesten der Gemeinde nordwestlich des Kernortes Badbergen an der Kreisstraße K 130. Nördlich des Ortes fließt die Kleine Hase.

## Baudenkmale
In der Liste der Baudenkmale in Groß Mimmelage sind 15 Höfe, 13 Einzeldenkmale und sechs ehemalige Baudenkmale aufgeführt, darunter die Windmühle Groß-Mimmelage.

## Persönlichkeiten

### Söhne und Töchter
- Johann Friedrich „Fritz“ Borcherding (1849–1924), Pädagoge und Naturkundler
- Johannes Meyer (1854–1940), Lehrerseminarleiter, Pädagoge und Schulleiter

## Vereine
- TV Groß Mimmelage von 1954 e.V.
- Schützenverein 1856 Groß Mimmelage e.V.